# Martina Miceli
Martina Miceli, född 22 oktober 1973 i Rom, är en italiensk vattenpolospelare och -tränare.
Miceli ingick i Italiens landslag vid olympiska sommarspelen 2004 och 2008. Hennes främsta meriter som spelare är ett OS-guld, två VM-guld och fyra EM-guld. Hon är tränare för Orizzonte Catania sedan 2012.
Miceli tog OS-guld i damernas vattenpoloturnering i samband med de olympiska vattenpolotävlingarna 2004 i Aten. Hennes målsaldo i turneringen var nio mål, varav tre i OS-finalen mot Grekland. Fyra år senare i Peking slutade Italien på sjätte plats och Miceli gjorde åtta mål, varav två i kvartsfinalen mot Nederländerna som Italien förlorade med 13–11. EM-guld tog hon 1995 i Wien, 1997 i Sevilla, 1999 i Prato samt 2003 i Ljubljana och VM-guld 1998 i Perth samt 2001 i Fukuoka.
I början av sin tränarkarriär fortsatte Miceli att spela men avslutade sedan 2012 den aktiva spelarkarriären. År 2012 tillträdde hon som tränare för Orizzonte som även var hennes sista klubblag som spelare.